# 化龍王家祠堂
化龍王家祠堂位於四川省廣元市旺蒼縣，文物遺址年代判定為清。2012年7月16日公佈為第八批四川省文物保護單位。
化龍王家祠堂位於四川省廣元市旺蒼縣化龍鄉亭子村3社，座西北向東南，占地面積約500平方公尺，建築面積約360平方公尺。建於嘉慶年間，由前廳、正廳、廂房組成。穿斗疊梁混合式梁架，重簷歇山式屋頂，小青瓦屋面。前廳：素面台基，寬18.25公尺，高1公尺，置踏道5級；面闊5間16.7公尺，進深8.35公尺，高10公尺，門廳呈八字形。正廳：素面台基，寬18.25公尺，高1公尺，置踏道5級；面闊5間16.7公尺，進深6.9公尺，高7.5公尺。廂房：素面台基，寬10公尺，高0.25公尺；面闊3間10公尺，進深3.3公尺，高5公尺。天井：長8.7公尺，寬8.3公尺。該建築對於研究該區域的建築類型和建築特點提供實物材料。2010年，化龍王家祠堂被蒼溪縣人民政府公佈為縣級文物保護單位。